# 扬州文昌阁
扬州文昌阁位于江苏省扬州市闹市中心汶河路、文昌中路交叉环岛中央。

## 历史
扬州文昌阁所在地原有一条贯通扬州旧城南北的汶河，汶河西侧建有扬州府学，1496年（明弘治九年），扬州府同知叶元在扬州府学东侧的汶河上修建文津桥。1585年（万历十三年），两淮巡盐御史蔡时鼎又在文津桥上增建文昌阁，为三层八角形建筑，高24.25米，圆形攒尖顶，供奉文昌帝君，阁上悬有“邗上文枢”匾额，底层四面设有拱门，与街道相通，登楼可眺望街景（北有四望亭，西有唐代石塔）。1595年文昌阁毁于火灾，1596年江都知县张宁重建。
1952年至1959年，政府填塞汶河水道，修筑成汶河路，文津桥被埋于地下，文昌阁则立于广场地面。1962年定为扬州市文物保护单位。1978年到1980年，文昌阁东侧的三元巷、旧城八巷、运司公廨拓宽，成为三元路，西侧则开通石塔路，文昌阁遂成为十字路口。1999年，三元路、石塔路统称文昌中路。2001年到2002年，文昌路拓宽改造并东延西进，文昌阁遂成为扬州两大主干道交通枢纽。

## 周边及现状
环绕着文昌阁的是被扬州人以“市中心”冠之的文昌商圈，也是继辕门桥商业圈之后的扬州市第二代商业圈，分布着以万家福商城、金鹰国际购物中心及扬州时代广场为主的本地老牌购物中心，一度是本地市民购物娱乐的不二去处。至今也仍是与瘦西湖、五亭桥等扬州代表性地点齐名的地标建筑。
随着时代的变迁，从2015年左右开始，文昌阁所在的闹市地段一如建国初期扬州的辕门桥商圈，随着扬州城市化的推进、各大购物中心的分流以及新一代消费理念的逐渐转变等种种原因而渐趋冷落，“市中心”地段的人群开始被外城区的多家新建购物中心分流，使得这片地段逐渐失去了往日的无上繁华。然而，现今的文昌阁仍然在绝大多数扬州人心目中具有不可替代的地标性地位，每次的城市级重大盛事（如城庆等）举办前，围绕着文昌阁的环形花坛便会以该盛事为主题进行装扮，阁楼也会在夜晚亮起彩灯，成为扬州的一道美丽风景。